# Miguel Trovoada
Miguel dos Anjos da Cunha Lisboa Trovoada (1936) es el Secretario Ejecutivo de la Comisión del Golfo de Guinea. Además, ha sido el primer ministro y posteriormente presidente de Santo Tomé y Príncipe.
Trovoada ejerció el cargo de primer ministro entre el 12 de julio de 1975 y marzo de 1979. En 1991 fue elegido presidente, y más tarde, en 1996, volvió a ser reelegido. La primera vez que ejerció el cargo de Presidente no pertenecía a ningún partido político, pero al final de su primer mandato formó uno conocido como Acción Democrática Independiente (ADI).
Su gobierno fue brevemente derrocado en un golpe de Estado a manos del teniente Manuel Quintas de Almeida entre el 15 y el 21 de agosto de 1995.
Trovoada finalizó su mandato el 3 de septiembre de 2001 cuando Fradique de Menezes fue elegido como nuevo Jefe del Estado.
| Predecesor: (-)                       | Ministro de Relaciones Exteriores de Santo Tomé y Príncipe 1975                   | Sucesor: Leonel Mário d'Alva       |
| Predecesor: Leonel Mário d'Alva       | Primer ministro de Santo Tomé y Príncipe 1975–1979                                | Sucesor: Cargo Abolido             |
| Predecesor: Leonel Mário d'Alva       | Presidente de Santo Tomé y Príncipe 3 de abril de 1991 - 15 de agosto de 1995     | Sucesor: Manuel Quintas de Almeida |
| Predecesor: Manuel Quintas de Almeida | Presidente de Santo Tomé y Príncipe 21 de agosto de 1995– 3 de septiembre de 2001 | Sucesor: Fradique de Menezes       |